# الضفة الغربية وقطاع غزة

"الأراضي الفلسطينية المحتلة" باللون الأخضر.

الأراضي الفلسطينية (بالإنجليزية: Palestinian territories) هي منطقتان من مناطق الانتداب البريطاني السابقة على فلسطين والتي قامت إسرائيل باحتلالها عسكريًا منذ حرب الأيام الستة عام 1967، وهما: الضفة الغربية (بما في ذلك القدس الشرقية) وقطاع غزة. أشارت محكمة العدل الدولية إلى الضفة الغربية، بما في ذلك القدس الشرقية، على أنها «الأرض الفلسطينية المحتلة»، وقد استخدم هذا المصطلح كتعريف قانوني من قبل محكمة العدل الدولية في رأيها الاستشاري الصادر في يوليو 2004. استخدم مصطلح الأرض الفلسطينية المحتلة من قبل الأمم المتحدة والمنظمات الدولية الأخرى بين أكتوبر 1999 وديسمبر 2012 للإشارة إلى المناطق التي تسيطر عليها السلطة الوطنية الفلسطينية، ولكن اعتبارًا من عام 2012، عندما قبلت فلسطين كإحدى الدول المراقبة غير الأعضاء فيها، بدأت الأمم المتحدة باستخدام اسم دولة فلسطين حصريًا. يتبنى الاتحاد الأوروبي أيضًا مصطلح الأراضي الفلسطينية المحتلة، مع مصطلح موازٍ هو أراضي السلطة الفلسطينية مستخدمًا أيضًا في بعض الأحيان.
احتلت كل من مصر والأردن قطاع غزة والضفة الغربية على التوالي منذ الحرب العربية الإسرائيلية عام 1948 وحتى حرب الأيام الستة عام 1967. واحتلت إسرائيل الضفة الغربية وقطاع غزة عام 1967 وحافظت على سيطرتها منذ ذلك الحين. في عام 1980، ضمت إسرائيل القدس الشرقية رسميًا وأعلنت المدينة بكاملها عاصمة لها. تم التنديد دوليًا بالإدراج، على الرغم من أنه لم يرق رسميًا إلى مستوى الضم القانوني، وأعلن أنه «لاغ وباطل» من قبل مجلس الأمن التابع للأمم المتحدة. السلطة الوطنية الفلسطينية، الأمم المتحدة، الهيئات القانونية والإنسانية الدولية والمجتمع الدولي يعتبرون القدس الشرقية جزءً من الضفة الغربية، وبالتالي جزءً من الأراضي الفلسطينية. لم تمارس السلطة الوطنية الفلسطينية سيادتها على المنطقة أبدًا، رغم أنها أقامت مكاتبها في بيت الشرق والعديد من المباني الأخرى تأكيدًا لمصالحها السيادية. لم يعترف المجتمع الدولي بالسيادة الإسرائيلية على القدس الشرقية، على أساس أن الضم الأحادي الجانب للأراضي المحتلة أثناء الحرب يتعارض مع اتفاقية جنيف الرابعة. تقدر تكلفة الاحتلال الإسرائيلي على مدى أربعة عقود (1967-2007) بنحو 50 مليار دولار. يقدر البنك الدولي التكلفة السنوية في عام 2013 للاقتصاد الفلسطيني للاحتلال الإسرائيلي بنحو 3.4 مليار دولار.
في عام 1988، مع نية منظمة التحرير الفلسطينية إعلان دولة فلسطينية، تخلى الأردن عن جميع مطالباته الإقليمية في الضفة الغربية، بما في ذلك القدس الشرقية. في عام 1993، في أعقاب اتفاقيات أوسلو، أصبحت أجزاء من الأراضي تحت سيطرة السلطة الوطنية الفلسطينية (منطقتي أ وب). لا تزال إسرائيل تمارس السيطرة العسكرية الكاملة والسيطرة المدنية على 61% من الضفة الغربية (المنطقة ج). نصت اتفاقيات أوسلو على الوصول إلى البحر لقطاع غزة في حدود 20 ميلاً بحريًا من الشاطئ. في سياق الصراع بين غزة وإسرائيل، خفض التزام برلين لعام 2002 هذا إلى 12 ميلاً (19 كم). في أكتوبر 2006، فرضت إسرائيل 6 أميال كحد أقصى، وفي ختام حرب غزة 2008-2009 قيّدت الوصول إلى 3 أميال بحرية، والتي بعدها توجد منطقة محظورة. نتيجة لذلك، في عام 2012 مُنع أكثر من 3000 صياد فلسطيني من الوصول إلى 85% من المناطق البحرية المتفق عليها في عام 1995. غالبية منطقة البحر الميت محظورة على الفلسطينيين، والفلسطينيون محرومون من الوصول إلى سواحلها.
انسحبت إسرائيل من قطاع غزة عام 2005. واستيلاء حماس على غزة عام 2007 قسّم الأراضي الفلسطينية سياسيًا. حكمت فتح بقيادة عباس الضفة الغربية إلى حد كبير واعترف بها دوليًا باعتبارها السلطة الفلسطينية الرسمية. في عام 2009، اعتبرت الأمم المتحدة أن الضفة الغربية وقطاع غزة لا تزال محتلة من قبل إسرائيل.
في 29 نوفمبر 2012، أكدت الجمعية العامة للأمم المتحدة 67/19 من جديد «حق الشعب الفلسطيني في تقرير المصير والاستقلال في دولته الفلسطينية على الأرض الفلسطينية المحتلة منذ عام 1967» وقررت «منح فلسطين صفة دولة مراقب غير عضو. في الأمم المتحدة». في الشهر التالي، أقرت مذكرة قانونية للأمم المتحدة بتفضيل فلسطين لاسم «دولة فلسطين» على أن يكون محمود عباس زعيمها الحالي. لوحظ عدم وجود عائق قانوني أمام استخدام تسمية «فلسطين» للإشارة إلى المنطقة الجغرافية للأراضي الفلسطينية. وأوضح أيضًا أنه لا يوجد أي عائق أمام استمرار استخدام مصطلح «الأراضي الفلسطينية المحتلة بما في ذلك القدس الشرقية» أو أي مصطلحات أخرى قد تستخدمها الجمعية العامة للأمم المتحدة عادةً. اعتمدت المنظمة الدولية للمعايير تغيير الاسم في عام 2013. يواصل مجلس الأمن التابع للأمم المتحدة معاملة فلسطين على أنها كيان غير ذي سيادة، ويمنع انضمامها إلى الجمعية العامة للأمم المتحدة كدولة كاملة العضوية. أكدت الحكومات الإسرائيلية أن المنطقة المعنية داخل نزاع إقليمي. في حين أن نطاق المناطق يخضع لمفاوضات مستقبلية، فقد أعادت السلطة الفلسطينية في كثير من الأحيان إعادة النظر فيه باعتباره الخط الأخضر. منذ إعلان الاستقلال الفلسطيني في عام 1988، اعترفت 135 دولة عضو في الأمم المتحدة بدولة فلسطين. لم تعترف بها إسرائيل ومعظم الدول الغربية، بما في ذلك الولايات المتحدة.
في عام 2014، اتفقت فتح وحماس على إجراء انتخابات وتشكيل حكومة وحدة تسوية وسط. نجت الحكومة من نزاع 2014 بين إسرائيل وغزة، ولكن تم حلها في 17 يونيو 2015 بعد أن قال الرئيس عباس إنها غير قادرة على العمل في قطاع غزة.

## الأراضي والحدود
هذا الجزء يضم:
- الضفة الغربية (والتي تشمل القدس الشرقية) (ومن ضمنه الجزء الشمالي الغربي من البحر الميت).
- قطاع غزة (ومن ضمنه مياه البحر الأبيض المتوسط الإقليمية المحاذية لقطاع غزة).

تشمل القدس الشرقية كامل القدس القديمة بما فيها الحي اليهودي وحائط البراق، والتي يعتبرها المجتمع الدولي أراضي فلسطينية محتلة من قبل دولة إسرائيل.
مصطلح الأراضي التي تحتلها إسرائيل التي تستعمله بعض الدول هو مصطلح آخر يختلف عن مصطلح الأراضي الفلسطينية المحتلة.

## السيطرة

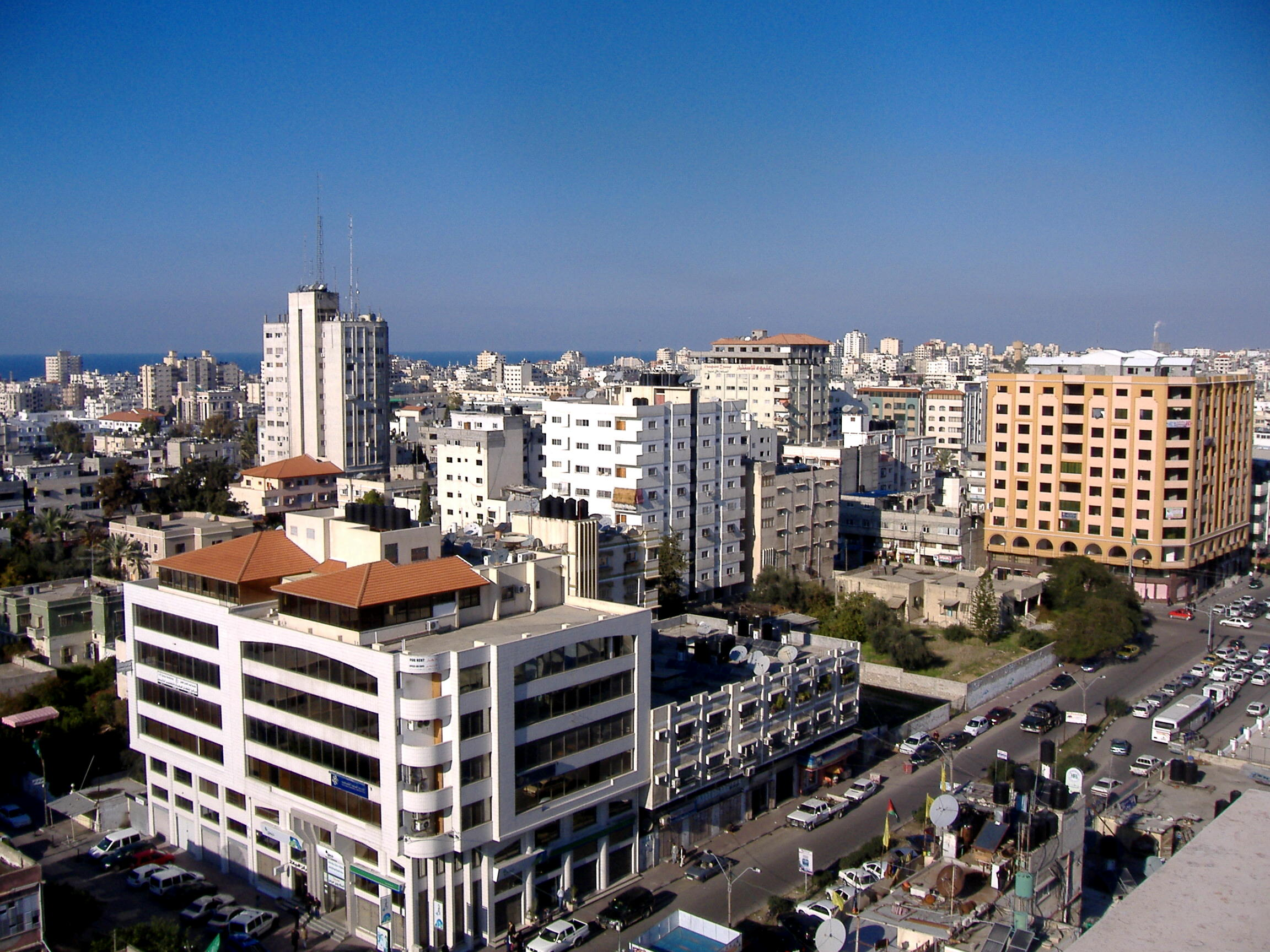
مدينة غزة

نشأت المناطق المسماة بالضفة الغربية وقطاع غزة كنتيجة لانسحاب القوات البريطانية من فلسطين ونتائج حرب 1948، حيث أنها تمثل المناطق التي لم تسيطر عليها القوات الصهيونية في تلك الحرب، وتشكل تلك المناطق داخل حدود فلسطين الإنتدابية التي لم تصبح ضمن حدود دولة إسرائيل الوليدة آنذاك، حيث خضعت الضفة الغربية للسيطرة الأردنية وخضع قطاع غزة لإدارة مصرية حتى نكسة عام 1967 حيث سيطرت إسرائيل على الضفة الغربية وقطاع غزة إلى جانب أراضي أخرى. منذ عام 1994 وضمن اتفاقيات أوسلو الموقعة بين إسرائيل ومنظمة التحرير الفلسطينية، خضعت أجزاء واسعة من المدن الفلسطينية لحكم ذاتي فلسطيني، وتظل إسرائيل تسيطر على مساحات واسعة من الضفة الغربية. كذلك كان الأمر في قطاع غزة حتى الإنسحاب الاسرائيلي الاحادي الجانب من قطاع غزة عام 2005 لتصبح أراضي قطاع غزة تحت السيطرة الفلسطينية. وفي عام 2007، وكنتيجة لصراع على السلطة بين حركتي فتح وحماس عقب انتخابات رئاسية وبرلمانية أفرز انقساما في السلطة الفلسطينية، تسيطر حكومة خاضعة لحركة حماس على قطاع غزة بينما تظل سلطة تسيطر عليها حركة فتح في الضفة الغربية.

## السكان
إلى جانب فلسطينيّو الشتات، يشكّل الفلسطينيون في الضفة الغربية وقطاع غزة الجزء الأكبر من الفلسطينيين في فلسطين التاريخية، وقدر عددهم في الضفة الغربية وقطاع غزة في عام 2011 ب 4,152,000 نسمة، حوالي نصفهم لاجئون هجّرتهم إسرائيل في حروبها ضدهم بدءا من عام 1948، منهم أكثر من 871,000 من مسجل في الضفة الغربية (يقيم ربعهم تقريبا في 19 مخيما) وحوالي 1.7 مليون لاجئ مثلهم في قطاع غزة، يعيش حوالي 620,000 منهم في ثمانية مخيمات معترف بها من قبل الأونروا. إسرائيليّاً، وضمن نقل السكّان للأراضي التي تحتلّها إسرائيل في إطار المشروع الإستيطاني للدولة الإسرائيلية، مُكِّن حوالي 418,600 مستوطن إسرائيلي في الضفة الغربية و215,900 في القدس الشرقية.

### المجموعات السكانية[44]
- الفلسطينيون (يتكلمون اللهجة الشامية الجنوبية أساسا). معظمهم من المسلمين، إلى جانب أقليات من المسيحيين واليهود:
  - الحضر: يشكلّون غالبية الفلسطينيين، وعددهم 3,711,000، وحوالي 900 من اليهود السامريين وهم يهود يتكلمون اللغة العربية بلهجتها الشامية الجنوبية. يحملون الجنسية الفلسطينية والإسرائيلية ويعيشون في قرية لوزة بالقرب من نابلس.
  - عرب بدو: عددهم 17,000 يتكلمون لهجة بدو سيناء والنقب. يتمركزون في صحراء جبال القدس والأغوار. معظمهم من مسلمي السنة.
  - غجر: عددهم 8,600 يتكلمون اللغة الدومرية (اللهجة النورية). يتمركزون في القدس القديمة ومدينة غزة وبير زيت. معظمهم من مسلمي السنة.
  - آراميون غربيون: عددهم 4,300. مسيحيون يتكلمون اللغة الآرامية الغربية الحديثة.
  - آشوريون[ ؟ ]: عددهم 4,300. مسيحيون يتكلمون اللغة الآشورية.
  - شركس: عددهم 3,600 يتكلمون اللغة الأديغية. معظمهم من مسلمي السنة.
  - أرمن: عددهم 2,500 يتكلمون اللغة الأرمنية. يتمركزون في القدس الشرقية. معظمهم من مسيحيي الأرثودكس.
- المستوطنون الإسرائيليون (يتكلمون العبرية أساسا، ويحملون الجنسية الإسرائيلية، وجودهم الحديث في الأراضي الفلسطينية جاء في إطار نقل السكّان للأراضي التي تحتلّها إسرائيل عام 1967 في إطار المشروع الإستيطاني للدولة الإسرائيلية):
  - مستوطنون إسرائيليون يهود، عددهم 290,000 يعتبر المجتمع الدولي وجودهم غير قانوني فضلاً على أنهم في معظم الأحيان يشغرون أرضاً تعود ملكيتها إلى أشخاص فلسطينيين.
- جنسيات اخرى:
  - مصريون، عددهم 21,000.
  - سوريون، عددهم 21,000.
  - بريطانيون، عددهم 12,000
  - إيطاليون، عددهم 4,300.
  - يونان[ ؟ ]يون، عددهم 3,600.
  - فرنسيون، عددهم 3,300.
  - ألمان، عددهم 2,900.
  - أمريكيون، عددهم 2,100.
  - رومانيون، عددهم 1,800.
  - روس، عددهم 1,700.

## انظر أيضّا
- دولة فلسطين
- السلطة الوطنية الفلسطينية
- الصراع العربي الإسرائيلي
- القضية الفلسطينية
- التسلسل التاريخي لفلسطين
- مدن تخضع لإدارة السلطة الوطنية الفلسطينية
- شرعية الاحتلال الإسرائيلي لفلسطين